# Styloniscus squarrosus
Styloniscus squarrosus är en kräftdjursart som beskrevs av Green 1961. Styloniscus squarrosus ingår i släktet Styloniscus och familjen Styloniscidae. Inga underarter finns listade i Catalogue of Life.